# Polanco del Yí
Polanco del Yí ist eine Ortschaft in Uruguay.

## Geographie
Sie befindet sich auf dem Gebiet des Departamento Florida in dessen Sektor 8 am Ufer des Río Yí in der Cuchilla de Castro. Südöstlich liegt Caserío La Fundación.

## Einwohner
Die Einwohnerzahl Polanco del Yís beträgt 38 (Stand: 2011), davon 19 männliche und 19 weibliche.
| Jahr | Einwohner |
| ---- | --------- |
| 1963 | 141       |
| 1975 | 217       |
| 1985 | 95        |
| 1996 | 93        |
| 2004 | 82        |
| 2011 | 38        |

Quelle: Instituto Nacional de Estadística de Uruguay